# DR Salonwagen 10205
Der Salonwagen 10 205 (Salon 4ü-37a 10205 Bln) der Deutschen Reichsbahn wurde ursprünglich für Hermann Göring gebaut. Er wurde bis 1974 von deutschen Bundeskanzlern genutzt und danach von der Deutschen Bundesbahn für Sonderfahrten vermietet. Seit 1990 befindet er sich im Haus der Geschichte in Bonn.

## Geschichte

### Reichsbahnzeit

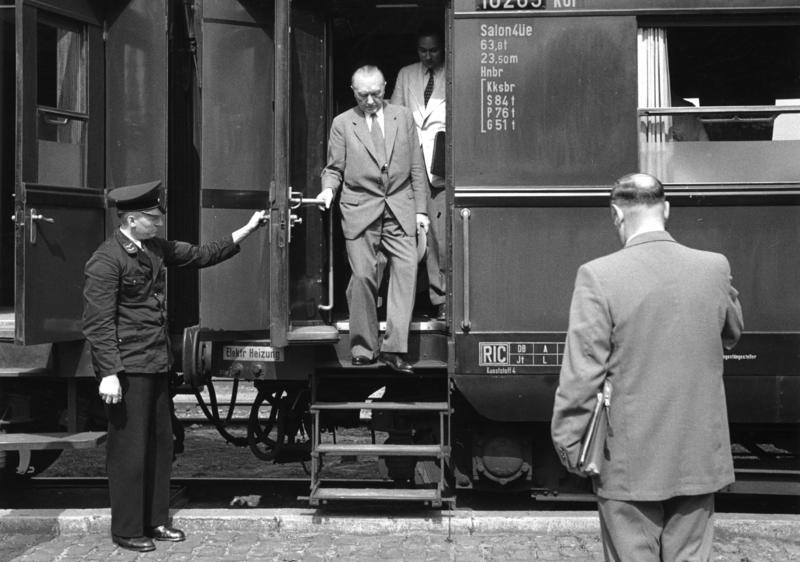
Konrad Adenauer verlässt den Salonwagen 10205 in Braunschweig während einer Wahlkampfreise.

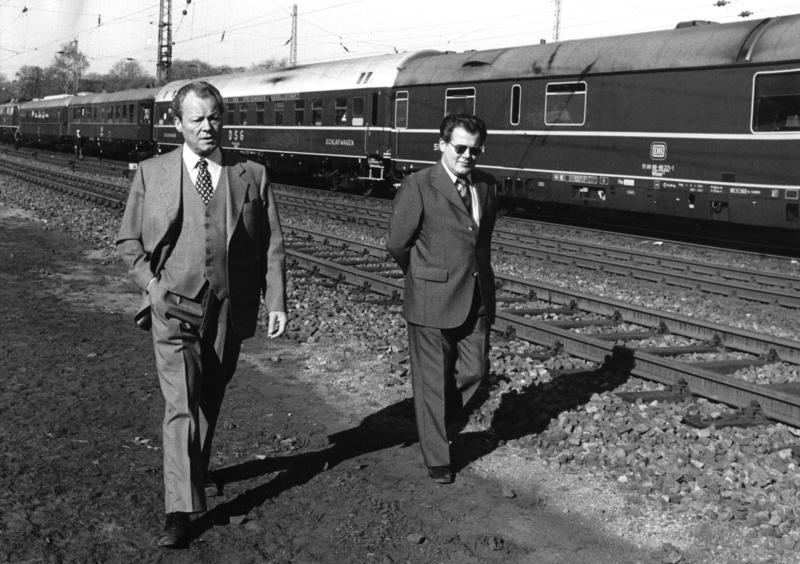
Willy Brandt und Günter Guillaume bei einer Wahlkampfreise, im Hintergrund der Sonderzug des Bundeskanzlers

Der Salonwagen wurde 1937 mit der Fabriknummer 33 von der Wagenbauanstalt Wegmann & Co. in Kassel für den Dienstwagenzug der Reichsregierung gebaut, der insgesamt 13 Wagen umfasste. Der Salonwagen 10205 Bln kostete 390.000 RM, damals etwa doppelt so viel wie ein Schlafwagen. Der Wagen wurde als „Salonwagen zur persönlichen Verwendung“ eingesetzt und Hermann Göring zugeteilt. Schon nach wenigen Monaten Betriebszeit musste 1938 die von dem übergewichtigen Nutzer durchgelegene Matratze erneuert und bei dieser Gelegenheit auch das Bett verbreitert werden. Mit der Größe des von ihm persönlich genutzten Schlafabteils und der zu geringen Größe der eingebauten Sitzbadewanne unzufrieden, ließ Göring weitere Möglichkeiten eines Umbaus prüfen. Letztendlich erhielt er aber 1940 einen noch komfortableren Salonwagen: DR Salon 6ü-40. Der Salonwagen 10205 Bln lief aber weiterhin im Sonderzug Görings, der zunächst unter dem Decknamen „Asien“, später „Pommern 1“ verkehrte, als Aufenthalts- und Bibliothekswagen mit. Am Ende des Zweiten Weltkriegs lief der Wagen noch kurzfristig im Sonderzug Heinrich Himmlers und wurde dann an Stelle des zerstörten Salonwagens von Adolf Hitler (10206) in dessen Sonderzug eingestellt.
Mit dem Sonderzug Hitlers erreichte der Salonwagen 10205 Bln am 1. Juni 1945 den Bahnhof Frankfurt (Main) Süd, wo ihn die amerikanische Militärverwaltung für eigene Zwecke requirierte. Sie stellte ihn unter der Nummer 098 in den Sonderzug A 400 ein, der in Frankfurt am Main bereitgehalten wurde. Ab 1947 soll das Fahrzeug dort dem Hohen Kommissar für Deutschland zur Verfügung gestanden haben. 1949 wurde es an die Deutsche Reichsbahn im Vereinigten Wirtschaftsgebiet übergeben, aus der kurz darauf die Deutsche Bundesbahn wurde. Der Wagen erhielt die Nummer 10205 Ffm und wurde im Ausbesserungswerk Frankfurt am Main beheimatet. Da aber Bonn die Hauptstadt der Bundesrepublik Deutschland geworden war, erwies sich das als unpraktisch. Der Salonwagen wurde deshalb Anfang 1953 an den Betriebsbahnhof Köln abgegeben, in 10205 Köl umnummeriert und stand ab dieser Zeit exklusiv für den Bundeskanzler bereit.

### Salonwagen des Bundeskanzlers
Konrad Adenauer nutzte ihn oft für Reisen, die er als Bundeskanzler unternahm, im Inland und für Staatsbesuche, aber auch für Wahlkampf-, Privat- und Urlaubsreisen. Berühmtester Einsatz des Salonwagens 10205 war der im Regierungszug nach Moskau im September 1955, als Konrad Adenauer dort wegen der Rückkehr der letzten deutschen Kriegsgefangenen verhandelte (der Kanzler reiste allerdings mit dem Flugzeug an). Der ganze Zug galt als „exterritorialer Diplomatenzug“, da es in Moskau keine westdeutsche Botschaft gab. Der Salonwagen wurde als Besprechungszimmer genutzt in der Hoffnung, er sei abhörsicher. Aufgeladen war auch der Mercedes-Benz 300 des Kanzlers – heute ebenfalls in der Bonner Dauerausstellung zu sehen. Für diesen Einsatz wurden eigens Drehgestelle für die russischen Breitspurgleise beschafft. Darüber hinaus kam der Wagen in der Ära Adenauer in die Schweiz, nach Österreich, Italien, Frankreich, Dänemark und Schweden.
Bundeskanzler Ludwig Erhard, seit Herbst 1963 im Amt, nutzte den Salonwagen 10205 gern und häufig. Die Presse berichtete ausgiebig darüber. Neben den für einen Bundeskanzler und Politiker üblichen Inlandsreisen nutzte er das Fahrzeug für Besuche in Italien, Luxemburg und Frankreich. 1966 wurde der Wagen erneut umnummeriert, was innerbetriebliche Gründe bei der Deutschen Bundesbahn hatte. Er hieß nun 10305 Köl. Kurz darauf erhielt er dann die computergerechte UIC-Bezeichnung 51 80 89-40 305-0.
Erhards Nachfolger Kurt Georg Kiesinger, der zuvor Ministerpräsident von Baden-Württemberg gewesen war, wohnte anfangs noch weiter in Tübingen und nutzte den Salonwagen, um am Wochenende zwischen Bonn und Tübingen zu pendeln. Aber schon bald stieg er auf Hubschrauber als bevorzugtes Transportmittel um.
Für Willy Brandt, der Salonwagen wieder häufiger nutzte, kam der ehemalige Salonwagen 10205 nur neben anderen Salonwagen zum Einsatz. Er wurde nun aber auch für ausländische Staatsgäste eingesetzt, etwa für den liberianischen Staatspräsidenten William Tubman 1970.

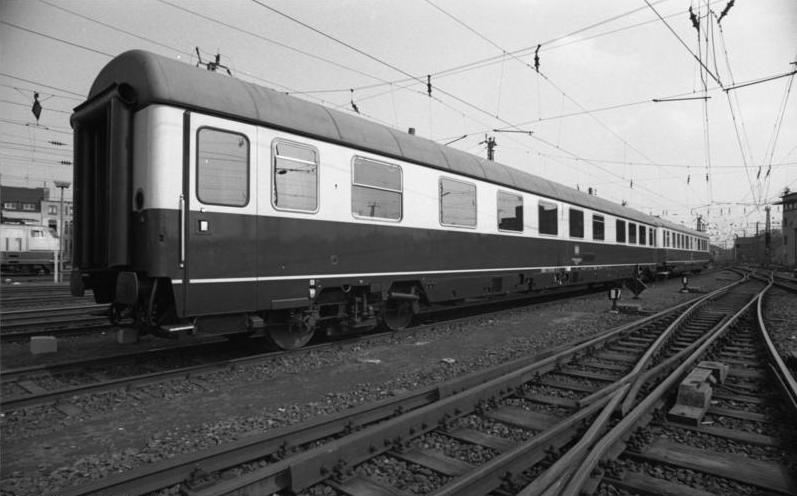
Der neue Kanzlerwagen von 1974 ersetzte den historischen WS 10205.

1974 stellte die Deutsche Bundesbahn dann einen neuen Salonwagen für den Bundeskanzler in Dienst, der auch in Züge mit einer Höchstgeschwindigkeit von 200 km/h eingestellt werden konnte und den früheren Salonwagen 10205 ablöste. Im selben Jahr wurde Helmut Schmidt Bundeskanzler.

### Museumsobjekt
Anschließend wurde der Wagen von der Deutschen Bundesbahn an alle Interessenten vermietet. Das geschah zum Preis von 20 Fahrkarten der ersten Klasse plus einer Bereitstellungspauschale. 1990 wurde der Salonwagen von der Deutschen Bundesbahn ausgemustert und dem Haus der Geschichte geschenkt, wo er am Übergang zur U-Stadtbahnstation Heussallee/Museumsmeile besichtigt werden kann. Der Salonwagen ist das größte und schwerste Ausstellungsobjekt dort und war das erste, das in das Haus der Geschichte eingebracht wurde. Er wurde schon während der Bauphase des Hauses ab dem 5. Oktober 1990 im Untergeschoss des Museums „eingemauert“.

## Beschreibung
Der Salonwagen 10205 ist ein Schürzenwagen, im Stil angelehnt an die Ende der 1930er Jahre modernsten Schnellzugwagen der Deutschen Reichsbahn für den internationalen Verkehr. Er erhielt zweiachsige Drehgestelle der damals neu entwickelten Bauart Görlitz III schwer. Sie wurden 1972 durch solche der Bauart Minden-Deutz 34 ersetzt.

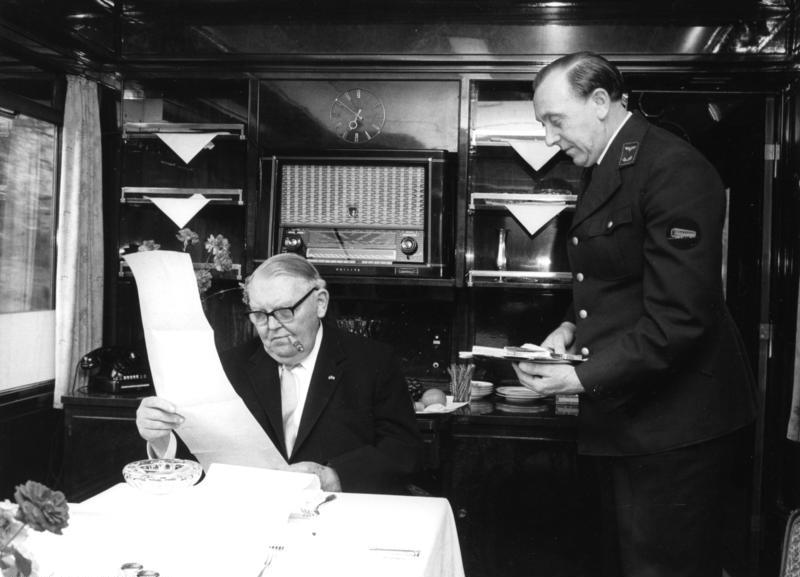
Ludwig Erhard in dem als Büro genutzten Salon des WS 10205

Der Eingangsbereich am einen Wagenende ist als kleiner Salon gestaltet, dem der große Salon in Länge von drei Fensterachsen folgt. Hier wurden ein Schreibtisch, ein Plattenspieler und ein Radiogerät eingebaut. Beide Räume nahmen die ganze Wagenbreite ein. Dem schlossen sich – in ihrem Grundriss gespiegelt – zwei „Apartments“ an, die jeweils aus einem Wohn-/Schlafabteil mit anschließender Toilette/Waschraum bestanden. Zwischen diesen beiden Nasszellen befand sich eine Sitzbadewanne, die mit Schiebewänden von beiden Seiten gleichermaßen zugänglich gemacht oder verschlossen werden konnte. Vor den Nasszellen gab es einen inneren Verbindungsgang zwischen den beiden Wohn-/Schlafabteilen, zusätzlich zu dem Seitengang, der vom Salon bis zum Einstiegsbereich am anderen Wagenende reichte. An die beiden Apartments schlossen sich zwei weitere Schlafabteile in der technischen Ausstattung damaligen Schlafwagen entsprechend, wenn auch in der Dekoration aufwendiger gestaltet, eine kleine Küche, eine Toilette und abschließend ein Einstiegsbereich. Die Innendekoration wurde von den Vereinigten Werkstätten für Kunst im Handwerk in München gestaltet.
Alle Haupträume waren mit indirekter Beleuchtung versehen. Hinzu kamen eine Lüftung mit Eiskühlung, eine Warmwasseraufbereitung für die Bäder, Achsgeneratoren für den hohen Stromverbrauch (158 Glühlampen) und große Batterien, die die Stromversorgung des Fahrzeugs auch im Stehen sicherstellten. War das Fahrzeug in den Sonderzug eingestellt, lieferten auch dessen Generatorwagen Elektrizität. Alle Räume waren mit Telefon ausgestattet, das während der Fahrt Gespräche im Zug ermöglichte. Bei Stillstand war ein Anschluss an das Ortsnetz der Post möglich.
Das immer sehr pflegeintensive Fahrzeug – zahlreiche Aufenthalte in Werkstätten sind dokumentiert – wurde 1962 technisch modernisiert und erhielt Gummiwulste statt der ursprünglichen Faltenbälge für die Übergänge zu benachbarten Fahrzeugen. Zunächst war der Wagen für 140 km/h zugelassen, nach dem Einbau von Magnetschienenbremsen 1972 dann für 160 km/h. Bei seiner Ausmusterung trug er die Nummer 51 80 89-80 305-1, die er ebenfalls 1972 erhalten hatte.